# Chiesa delle Anime del Purgatorio (Lipari)
La chiesa delle Anime del Purgatorio o chiesa delle Anime Purganti è un edificio di culto ubicato al centro del molo della penisoletta del Purgatorio prospiciente la piazza Ugo di Santonofrio a Marina Corta, già Marina di San Giovanni di Lipari.

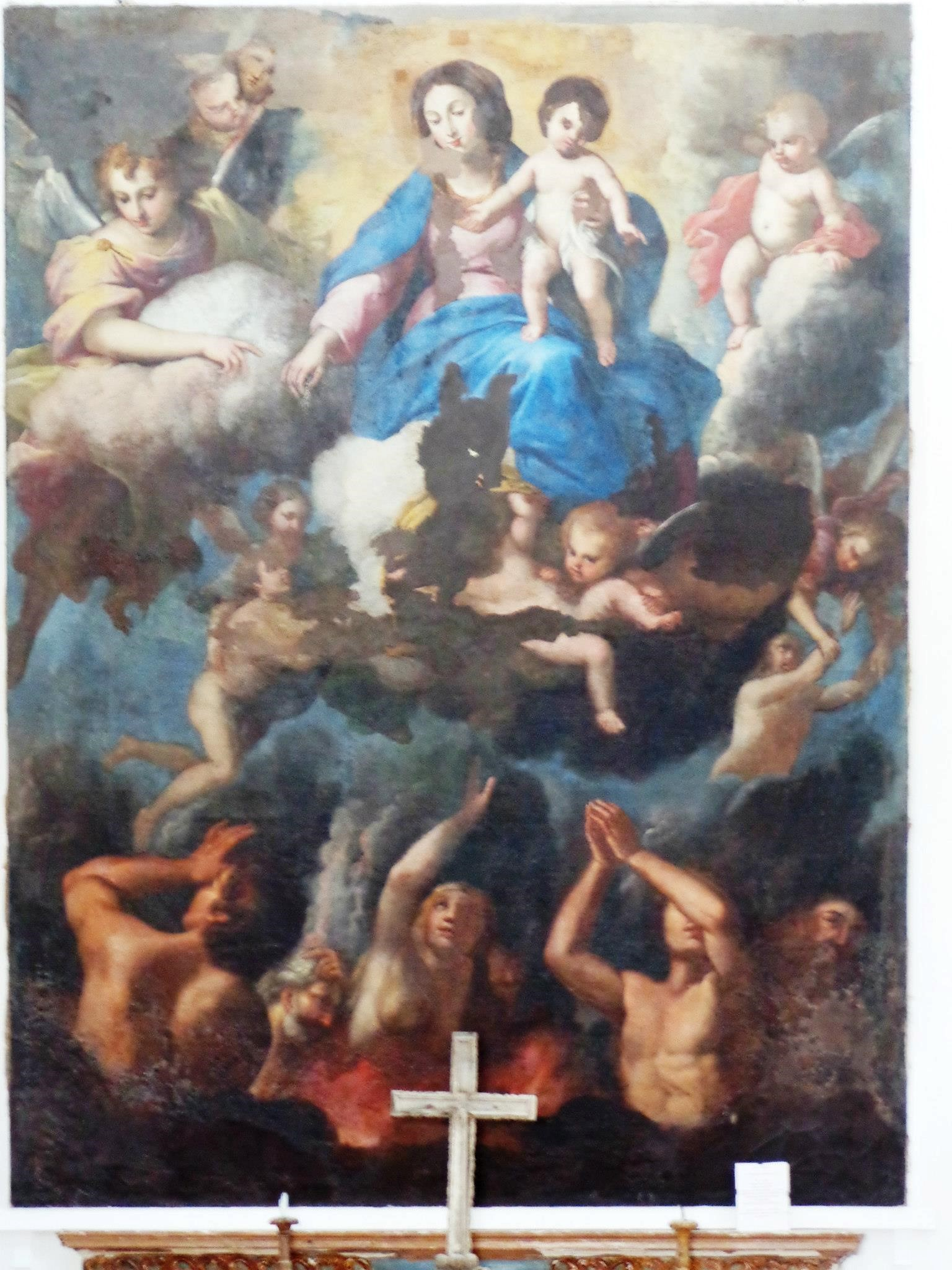
Madonna e Anime Purganti.

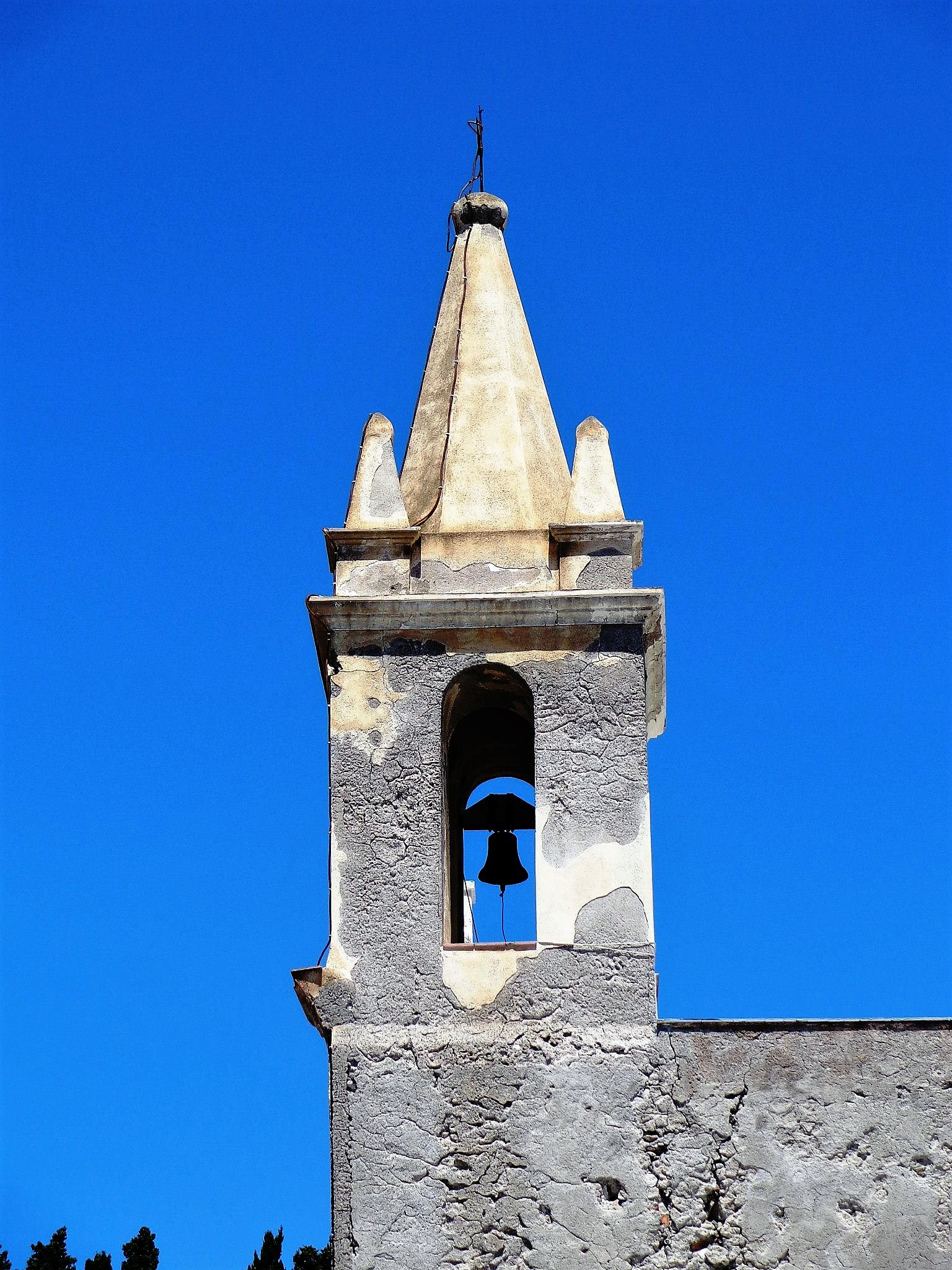
Campanile.

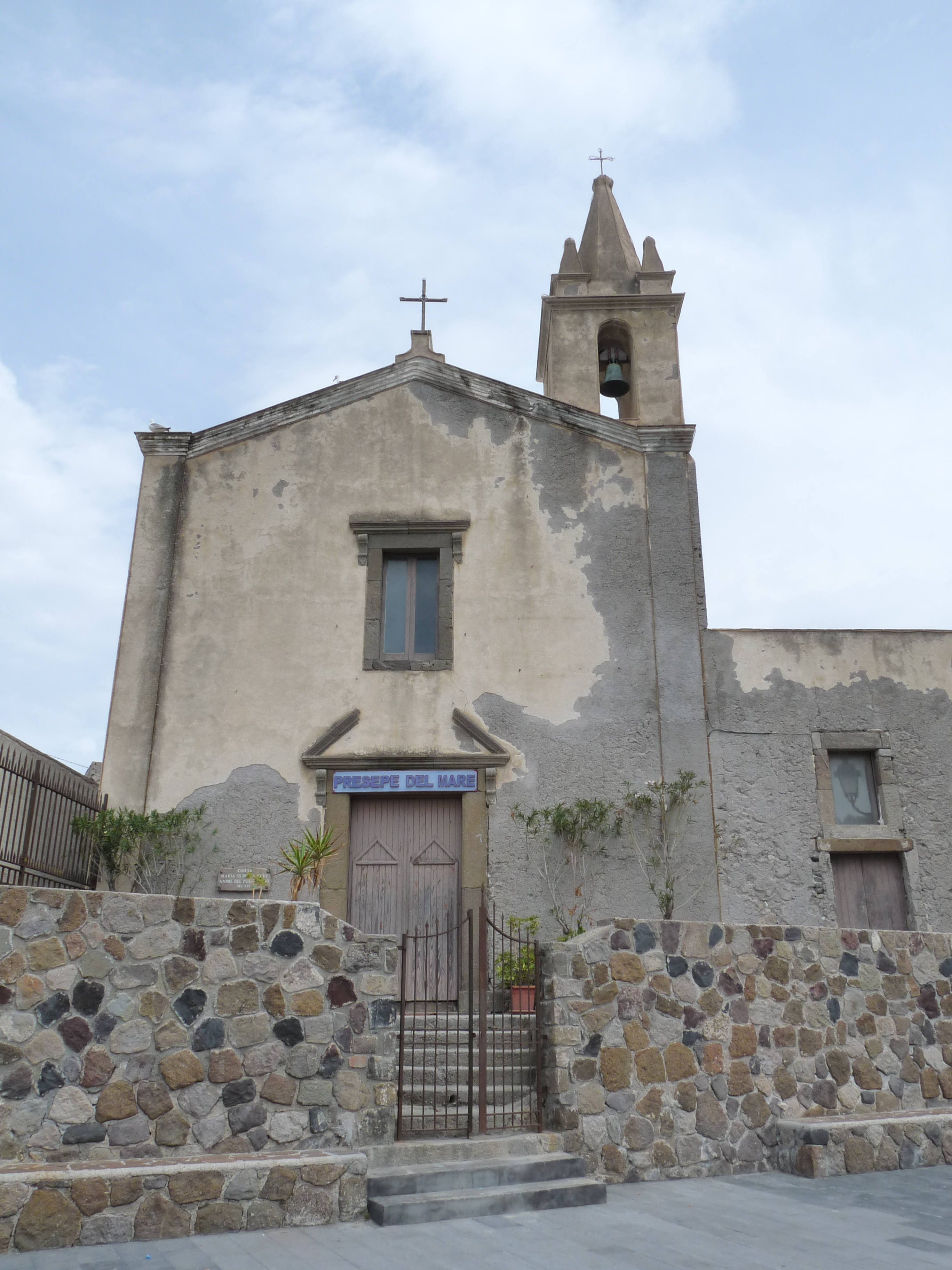
Prospetto.

## Storia

### Epoca spagnola
Luglio 1544. L'isola e la città di Lipari sono assaltate, assediate, invase e devastate da Khayr al-Din Barbarossa: saccheggi e distruzioni documentati come la ruina. Il corsaro ottomano si insediò nelle struttura ipogee della chiesa di San Giuseppe con armi da fuoco pesanti, dalla postazione sferrò un pesante attacco tramite fitto bombardamento alla rocca.
I martellanti cannoneggiamenti rasero al suolo ampie zone cittadine al punto che l'imperatore Carlo V e Papa Paolo III decretarono e predisposero l'immediato ripopolamento e la conseguente ricostruzione, sebbene la città apparisse completamente disabitata. Nel 1545 furono riedificate la stessa chiesa di San Giuseppe, la chiesa di San Pietro e la chiesa delle Anime del Purgatorio.
Francesco Arata nel 1681, documenta la costruzione piccolina, indicata col titolo della «Madonna delle Nevi» oppure delle «Anime del Purgatorio». Non si ravvisano targhe o riferimenti documentali che la identifichino come chiesa liberiana.
In origine la chiesa aveva due altari, quello centrale con la raffigurazione della Madonna della Neve e uno dedicato alla Madonna Annunziata
ubicato nei locali vicini all'attuale sagrestia. La chiesa sorge su un'area soggetta a bradisismo, infatti tutta la piattaforma dell'intero porto subisce una fase di sprofondamento testimoniata dall'esistenza di impianti e rovine romane sui fondali di Marina Lunga.
La chiesa è raffigurata nel quadro del pittore tedesco Jakob Philipp Hackert, dipinto che evidenzia il fenomeno legato al vulcanismo.

### Epoca contemporanea
Nel 1911 all'interno del tempio trovò rifugio Angelo Paino prima della fuga da Lipari, dovuta alla minaccia di morte da parte della locale massoneria, controparte nella causa legale che la chiesa locale intentò contro il comune per il possesso delle cave di pomice, causa in seguito persa.
La chiesa era utilizzata negli anni '70 e '80 esclusivamente per istituire la Sagra del Pesce in occasione della festa dei Santi Cosma e Damiano venerati in questo tempio.
Nel 1994 hanno avuto avvio i primi interventi di restauro. Il 2 luglio 2016 la chiesa restaurata fu riconsegnata alla cittadinanza.

## Interno

### Navata
Interno a navata unica. Nell'ambiente sono custoditi:
- Altare laterale destro: dipinto raffigurante la Vergine Annunziata.
- Parete laterale sinistra: Presepe del Mare.

Sulla sopraelevazione dell'altare maggiore è custodito il dipinto raffigurante la Vergine e le anime purganti, opera attribuita a Francesco Albani.
Statue lignee raffiguranti i Santi Cosma e Damiano. Il piccolo campanile richiama gli stilemi normanni con la guglia centrale a base ottagonale attorniata da quattro pinnacoli, elementi comuni al campanile della vicina San Giuseppe e alle estremità della torre campanaria della cattedrale di Messina.

## Cripta
Locale ipogeo, verosimilmente un tempio paleocristiano, un tempo locale deputato all'immagazzinamento delle decime. Spazio di 200 metri quadrati dove i
proventi dei campi di proprietà ecclesiastica erano accumulati, conservati e distribuiti ai ceti meno abbienti.